# 528 TCN
528 TCN là một năm trong lịch La Mã.